# Antipatici antipodi
Antipatici antipodi è un album discografico del cantautore italiano Claudio Lolli, pubblicato nel 1983.

## Tracce
Testi e musiche di Claudio Lolli, eccetto dove indicato.
Lato A
1. Antipatici antipodi – 4:18
2. Notte americana – 3:50
3. L'uomo a fumetti – 4:17
4. Non voglio mettermi il pigiama – 3:51 (testo: Claudio Piersanti)

Lato B
1. Torquato – 4:19
2. Villeneuve – 4:13
3. Formula uno – 5:04 (testo: Roberto Roversi)
4. Romantic ballad – 4:58

## Formazione
- Claudio Lolli – voce
- Jimmy Villotti – chitarra
- Maurizio Bassi – tastiera
- Tiziano Barbieri – basso
- Claudio Bazzari – chitarra
- Gaetano Leandro – programmazione
- Aldo Banfi – sintetizzatore, programmazione
- Lele Melotti – batteria
- Maurizio Preti – percussioni
- Claudio Pascoli – sax
- Amedeo Bianchi – sassofono contralto